# Perissocerus chobauti
Perissocerus chobauti is een vliegensoort uit de familie Mydidae. De wetenschappelijke naam van de soort is voor het eerst geldig gepubliceerd in 1926 door Villeneuve.
De soort komt voor in Algerije.